# Pagano (metropolitana di Milano)
Pagano è una stazione della linea M1 della metropolitana di Milano.

## Storia
La stazione fu costruita come parte della prima tratta, da Sesto Marelli a Lotto, della linea M1 della metropolitana di Milano ed è entrata in servizio il 1º novembre 1964.
Il 2 aprile 1966 venne attivata la diramazione da Pagano a Gambara; da tale data la stazione di Pagano costituisce pertanto una stazione di diramazione. Fu l'unica stazione di diramazione della rete fino al 1981, quando fu aperta la tratta Cascina Gobba-Cologno Nord sulla linea M2.

## Strutture e impianti
La stazione possiede una struttura comune a quasi tutte le altre stazioni della linea: si tratta di una stazione sotterranea a due binari, uno per ogni senso di marcia, serviti da due banchine laterali; superiormente si trova un mezzanino contenente i tornelli d'accesso e il gabbiotto dell'agente di stazione.
Immediatamente a ovest della stazione è presente il bivio fra le diramazioni per Rho Fieramilano e Bisceglie; si tratta di una struttura a salto di montone completamente sotterranea.
La stazione di Pagano dista 543 metri dalla stazione di Buonarroti e 475 metri da quella di Conciliazione.

## Servizi
La stazione dispone di:
- Accessibilità per portatori di handicap
- Scale mobili
- Emettitrice automatica biglietti
- Stazione video sorvegliata
- Edicola
- Bar, tabaccheria

## Interscambi
Nelle vicinanze della stazione effettuano fermata alcune linee urbane, tranviarie ed automobilistiche, gestite da ATM.
- Fermata tram (C.so Vercelli - Via Cherubini, linea 16)
- Fermata autobus

## Galleria d'immagini

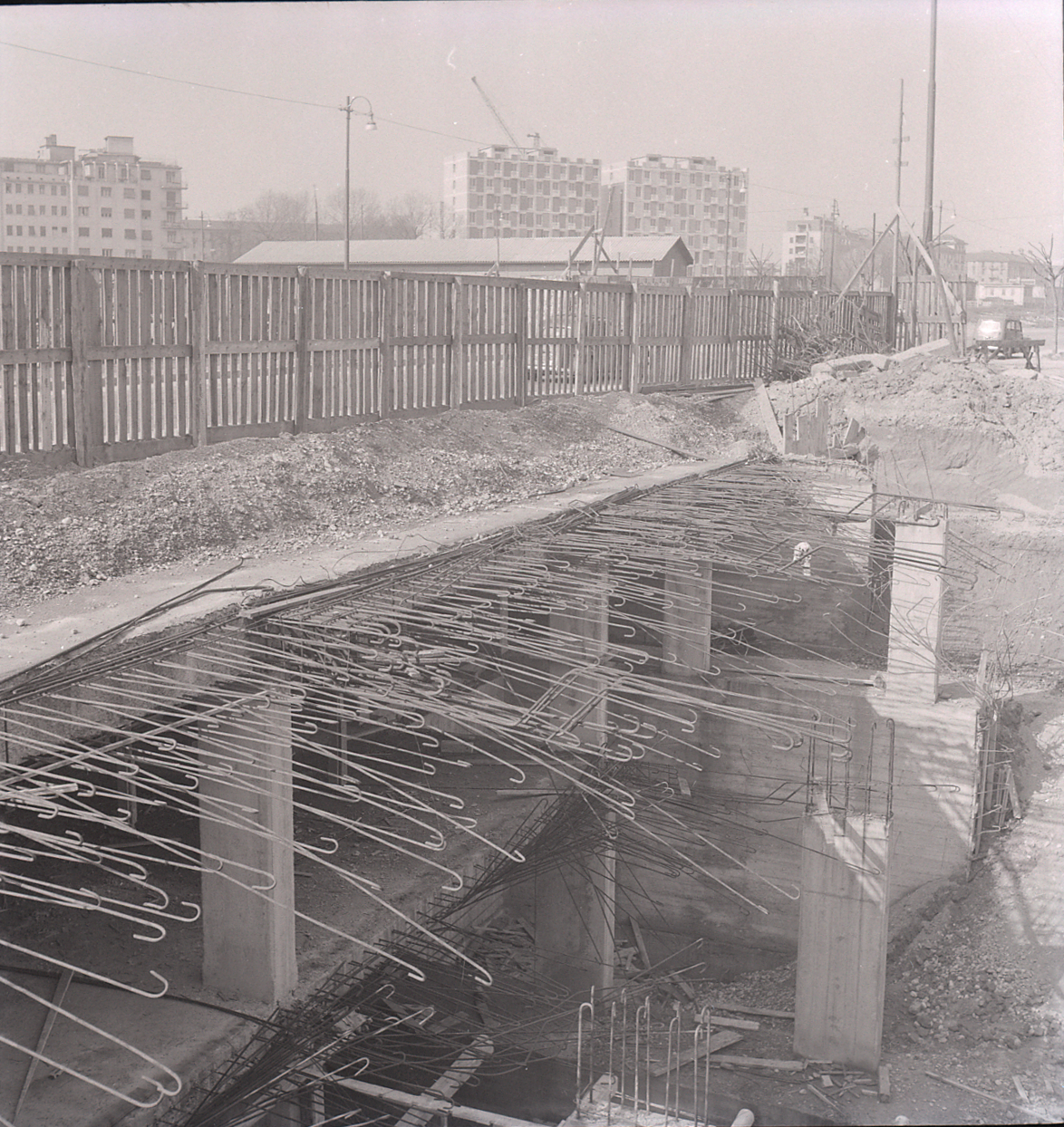
La stazione in costruzione in una foto di Paolo Monti del 1960